# Одбојка на Летњим олимпијским играма 1972.
Треће такмичење у одбојци на Олимпијским играма у Минхену 1972 одржано је у периоду од 27. августа до 9. септембра. Битно је измењен систем такмичења. Уведено је играње по групама, лига системом, након чега су уследили сусрети за пласман по куп систему. Ово су прве Игре на којима се у одбојци играла финална утакмица.
Број учесника се повећао у мушкој конкуренцији на 12, а у женској је остао исти 8.

## Освајачи медаља и коначан пласман
| Дисциплина     | Злато | Сребро | Бронза | 4   | 5   | 6    | 7    | 8   | 9   | 10  | 11  | 12  |
| -------------- | ----- | ------ | ------ | --- | --- | ---- | ---- | --- | --- | --- | --- | --- |
| Мушки - детаљи | ЈАП   | ДДР    | СССР   | БУЛ | РУМ | ЧССР | ЈКО  | БРА | ПОЉ | КУБ | СРН | ТУН |
| Жене - детаљи  | СССР  | ЈАП    | СКО    | ЈКО | МАЂ | КУБ  | ЧССР | СРН |     |     |     |     |

## Биланс медаља
| Екипа           | Злато | Сребро | Бронза | Укупно |
| Совјетски Савез | 1     | 0      | 1      | 2      |
| Јапан           | 1     | 1      | 0      | 2      |
| Источна Немачка | 0     | 1      | 0      | 1      |
| Северна Кореја  | 0     | 0      | 1      | 1      |
| Укупно (4)      | 2     | 2      | 2      | 6      |